# Espace unicohérent
En mathématiques, et plus particulièrement en topologie, un espace unicohérent est un espace topologique {\displaystyle X} qui est connexe et dans lequel la propriété suivante est vérifiée : 
Pour tous fermés, connexes {\displaystyle A,B\subset X} avec {\displaystyle X=A\cup B}, l'intersection {\displaystyle A\cap B} est connexe.
Par exemple, tout intervalle fermé réel est unicohérent, mais un cercle ne n'est pas.
Le théorème de Phragmén-Brouwer énonce que, dans les espaces localement connexe, l'unicohérence est équivalente à une propriété de séparation des ensembles fermés de l'espace.